# Parma Football Club 2013-2014
Questa voce raccoglie le informazioni riguardanti il Parma Football Club nelle competizioni ufficiali della stagione 2013-2014.

## Stagione

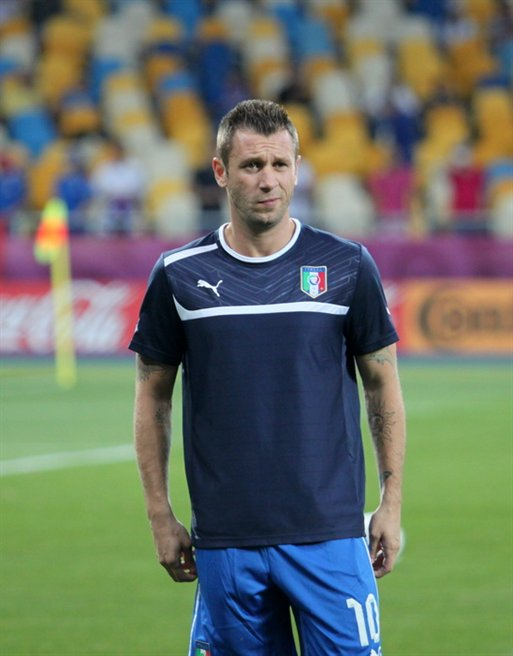
Antonio Cassano

Il campionato 2013-14 inizia il 25 agosto al Tardini, con un pareggio per 0-0 contro il Chievo. Seguono poi due sconfitte contro il Udinese e Roma (3-1 entrambe le partite) e un altro pareggio a reti bianche contro il Catania (0-0). Alla 5ª giornata, arriva la prima vittoria stagionale contro l'Atalanta per 4-3 che la fa uscire dai bassifondi della classifica. Dopo un pareggio a Firenze contro i viola (2-2), la squadra vince il derby emiliano contro il neopromosso Sassuolo (3-1). Dopo un'altra sconfitta a Verona contro gli scaligeri (3-2), i ducali battono il Milan con il medesimo risultato. Arrivano poi due sconfitte e un pareggio contro Genoa (1-0), Juventus (0-1) e Lazio (1-1), per poi espugnare il San Paolo di Napoli (1-0, rete di Cassano). Il buon momento della squadra continua con 4 pareggi consecutivi, in ordine Bologna, Inter, Cagliari e Sampdoria per poi battere il Torino (3-1) e il Livorno (0-3).
I ducali terminano così il girone d'andata al settimo posto con 26 punti, a sei lunghezze dalla zona Europa League.
Il girone di ritorno del Parma si apre in modo brillante con ben 5 vittorie su 7 partite giocate contro Chievo (1-2), Udinese (1-0), Atalanta (0-4), Sassuolo (0-1) e Verona (2-0) che la fa salire al 6º posto a un punto dall'Inter e a due punti dalla Fiorentina. Alla 22ª giornata, la gara contro la Roma fu sospesa per causa di impraticabilità del campo (la partita fu poi recuperata ad aprile con il risultato di una sconfitta per 4-2). Alla 28ª giornata, il Parma batte il Milan a San Siro (2-4), vittoria che conferma l'ottimo momento della squadra. Dopo un pareggio casalingo contro il Genoa (1-1) che permette di agganciare l'Inter, arriva una sconfitta contro la Juventus che pone fine all'imbattibilità durata 17 giornate (dalla 12ª alla 29ª). Il momento negativo continua con un'altra sconfitta ad opera della Lazio, per poi battere il Napoli (1-0) e riagganciare il 5º posto.
Dopo questo periodo altalenante, il Parma sembra calare, rischiando la qualificazione in Europa League. Infatti, i ducali ottengono un pareggio nel derby contro il Bologna (1-1) per poi perdere contro Inter (0-2) e Cagliari (1-0). Nonostante tutto, le vittorie contro Sampdoria e Livorno (entrambe per 2-0), il pareggio contro i granata (1-1), e i risultati altalenanti delle altre concorrenti, permettono l'accesso all'Europa League, ma il mancato ottenimento della licenza UEFA (a causa del ritardo nel pagamento dell'Irpef) costa ai ducali la qualificazione: il posto viene quindi preso dal Torino, giunto settimo in campionato.

## Divise e sponsor
Il fornitore tecnico per la stagione 2013-2014 è sempre Erreà, mentre lo sponsor ufficiale è Vorwerk attraverso il marchio Folletto.
| Prima divisa | Seconda divisa | Terza divisa |

## Rosa
Rosa aggiornata al 31 gennaio 2014.
| N. |                       | Ruolo | Calciatore                      |
| -- | --------------------- | ----- | ------------------------------- |
| 1  | Italia (bandiera)     | P     | Nicola Pavarini                 |
| 2  | Italia (bandiera)     | D     | Mattia Cassani                  |
| 3  | Algeria (bandiera)    | D     | Djamel Mesbah                   |
| 3  | Italia (bandiera)     | D     | Cristian Molinaro               |
| 5  | Uruguay (bandiera)    | C     | Walter Gargano                  |
| 6  | Italia (bandiera)     | D     | Alessandro Lucarelli (capitano) |
| 7  | Francia (bandiera)    | A     | Jonathan Biabiany               |
| 8  | Italia (bandiera)     | C     | Daniele Galloppa                |
| 9  | Italia (bandiera)     | A     | Alberto Cerri                   |
| 10 | Cile (bandiera)       | C     | Jaime Valdés                    |
| 10 | Italia (bandiera)     | A     | Nicola Pozzi                    |
| 11 | Italia (bandiera)     | A     | Amauri                          |
| 14 | Italia (bandiera)     | A     | Stefano Okaka                   |
| 16 | Italia (bandiera)     | C     | Marco Parolo                    |
| 17 | Italia (bandiera)     | A     | Raffaele Palladino              |
| 18 | Italia (bandiera)     | D     | Massimo Gobbi                   |
| 19 | Brasile (bandiera)    | D     | Felipe                          |
| 20 | Nigeria (bandiera)    | C     | Joel Obi                        |
| 21 | Italia (bandiera)     | A     | Nicola Sansone                  |
| 22 | Serbia (bandiera)     | C     | Filip Janković                  |
| 23 | Portogallo (bandiera) | D     | Pedro Mendes                    |

| N. |                       | Ruolo | Calciatore                       |
| -- | --------------------- | ----- | -------------------------------- |
| 23 | Italia (bandiera)     | C     | Ezequiel Schelotto               |
| 24 | Italia (bandiera)     | C     | Gianni Munari                    |
| 25 | Francia (bandiera)    | D     | Mory Koné                        |
| 26 | Italia (bandiera)     | C     | José Mauri                       |
| 28 | Tunisia (bandiera)    | D     | Yohan Benalouane                 |
| 29 | Italia (bandiera)     | D     | Gabriel Paletta                  |
| 30 | Ghana (bandiera)      | C     | Afriyie Acquah                   |
| 31 | Colombia (bandiera)   | D     | Jherson Vergara                  |
| 32 | Italia (bandiera)     | C     | Marco Marchionni (vice capitano) |
| 35 | Svizzera (bandiera)   | D     | Jonathan Rossini                 |
| 43 | Croazia (bandiera)    | P     | Marijan Corić                    |
| 45 | Ghana (bandiera)      | C     | Solomon Nyantakyi                |
| 50 | Slovacchia (bandiera) | C     | Lukáš Haraslín                   |
| 51 | Senegal (bandiera)    | D     | Dembel Sall                      |
| 55 | Italia (bandiera)     | P     | Diego Rossetto                   |
| 83 | Italia (bandiera)     | P     | Antonio Mirante                  |
| 87 | Italia (bandiera)     | D     | Aleandro Rosi                    |
| 91 | Slovacchia (bandiera) | P     | Pavol Bajza                      |
| 95 | Serbia (bandiera)     | P     | Lazar Petković                   |
| 99 | Italia (bandiera)     | A     | Antonio Cassano                  |

## Calciomercato

### Sessione estiva(dall'1/7 al 2/9)
| Acquisti         | Acquisti                | Acquisti                 | Acquisti                   |
| R.               | Nome                    | a                        | Modalità                   |
| ---------------- | ----------------------- | ------------------------ | -------------------------- |
| D                | Yohan Benalouane        | Cesena                   | compartecipazione          |
| D                | Mattia Cassani          | Fiorentina               | prestito                   |
| D                | Felipe                  | Fiorentina               | definitivo                 |
| D                | Pedro Mendes            | Sporting Lisbona         | svincolato                 |
| C                | Afriyie Acquah          | Hoffenheim               | prestito                   |
| C                | Walter Gargano          | Napoli                   | prestito                   |
| C                | Gianni Munari           | Sampdoria                | definitivo                 |
| C                | Joel Obi                | Inter                    | prestito                   |
| C                | Marco Parolo            | Cesena                   | riscatto compartecipazione |
| A                | Antonio Cassano         | Inter                    | prestito                   |
| A                | Stefano Okaka           | Spezia                   | fine prestito              |
| Altre operazioni |                         |                          |                            |
| P                | Matteo Bibba            | Casale                   | definitivo                 |
| P                | Alex Cordaz             | Cittadella               | svincolato                 |
| P                | Mattia De Deo           | Riccione                 | definitivo                 |
| P                | Victor De Lucia         | Fondi                    | definitivo                 |
| P                | Alessandro Gozzi        | Savona                   | definitivo                 |
| P                | Lazar Petković          | Milan                    | svincolato                 |
| P                | Alessandro Piacenti     | Foligno                  | definitivo                 |
| P                | Mattia Placidi          | Palestrina               | definitivo                 |
| P                | Stefano Russo           | Brescia                  | riscatto compartecipazione |
| P                | Tiziano Scarfagna       | Lazio                    | definitivo                 |
| P                | Caio Secco              | Vitória                  | definitivo                 |
| P                | Robert Stillo           | Genoa                    | svincolato                 |
| P                | Riccardo Verdi          | Fidenza                  | definitivo                 |
| D                | Gonçalo Brandão         | Cesena                   | fine prestito              |
| D                | Riccardo Brosco         | Pescara                  | riscatto compartecipazione |
| D                | Uroš Celcer             | Gorica                   | svincolato                 |
| D                | Luca Ceppitelli         | Bari                     | compartecipazione          |
| D                | Mauro Cerquetani        | Cavese                   | definitivo                 |
| D                | Francesco Checcucci     | Crotone                  | definitivo                 |
| D                | Simone Ciboldi          |                          | svincolato                 |
| D                | Carlo Crialese          | Vigor Lamezia            | definitivo                 |
| D                | Paolo Dametto           | Cagliari                 | svincolato                 |
| D                | Abdelayé Diakité        | Aprilia                  | definitivo                 |
| D                | Alessandro Favalli      | Cremonese                | compartecipazione          |
| D                | Zouhair Feddal          | FUS Rabat                | definitivo                 |
| D                | Rolf Feltscher          | Grosseto                 | fine prestito              |
| D                | Lazaros Fotias          | Kaposvár                 | svincolato                 |
| D                | Carlos Wilhelm García   | Juventus                 | definitivo                 |
| D                | Andrea Giallombardo     | Ascoli                   | definitivo                 |
| D                | Alen Jogan              | Gorica                   | definitivo                 |
| D                | Sem Ogolong Kamana      | Juve Stabia              | definitivo                 |
| D                | Mory Koné               | Le Mans                  | definitivo                 |
| D                | Giuliano Laezza         | Arzanese                 | definitivo                 |
| D                | Matteo Legittimo        | Lecce                    | definitivo                 |
| D                | Marco Libertino         | Mariano Keller           | prestito                   |
| D                | Giordano Maccarone      | Atletico Catania         | svincolato                 |
| D                | Marco Modolo            | Pro Vercelli             | svincolato                 |
| D                | Giulio Mulas            | Siena                    | compartecipazione          |
| D                | Giuseppe Prestia        | Palermo                  | svincolato                 |
| D                | Luca Procacci           | Gubbio                   | compartecipazione          |
| D                | Francesco Rapisarda     | L'Aquila                 | svincolato                 |
| D                | Luca Ravanelli          | Mezzocorona              | definitivo                 |
| D                | Raffaele Rosato         | Taranto                  | definitivo                 |
| D                | Gennaro Scognamiglio    | Juve Stabia              | svincolato                 |
| D                | Cristiano Spirito       | Melfi                    | svincolato                 |
| D                | Angelo Tartaglia        | Fidelis Andria           | definitivo                 |
| D                | José Carlos Terrón      | Terrassa                 | prestito                   |
| D                | Gianpiero Tozzi         | Foligno                  | prestito                   |
| D                | Ronaldo Vanin           | Lecce                    | definitivo                 |
| C                | Matteo Bellucci         | La Storta                | definitivo                 |
| C                | Luca Berardocco         | Pescara                  | svincolato                 |
| C                | Lorenzo Biagiotti       | Tor di Quinto            | definitivo                 |
| C                | Soufiane Bidaoui        | Lierse                   | svincolato                 |
| C                | Francesco Calcagno      | Milazzo                  | definitivo                 |
| C                | Andrea Casarini         | Novara                   | compartecipazione          |
| C                | Emmanuel Cascione       | Pescara                  | definitivo                 |
| C                | Raman Chibsah           | Juventus                 | riscatto compartecipazione |
| C                | Cosimo Chiricò          | Lecce                    | definitivo                 |
| C                | Matteo Ciuffetti        | Savosa-Massagno          | svincolato                 |
| C                | Luigi Del Giudice       | Imperia                  | definitivo                 |
| C                | Abdou Doumbia           | Siena                    | riscatto compartecipazione |
| C                | Tommaso Domini          | Ribelle Castiglione 1927 | definitivo                 |
| C                | Luca Fiordani           | Foligno                  | definitivo                 |
| C                | Denilson Gabionetta     | Crotone                  | definitivo                 |
| C                | Matteo Gaudiano         | Fondi                    | definitivo                 |
| C                | Filip Janković          | Stella Rossa             | definitivo                 |
| C                | Cristóbal Jorquera      | Genoa                    | svincolato                 |
| C                | Alessandro Ligi         | Crotone                  | compartecipazione          |
| C                | Geremy Lombardi         | Inter                    | prestito                   |
| C                | Massimo Loviso          | Crotone                  | compartecipazione          |
| C                | Ciro Lucchese           | Teramo                   | compartecipazione          |
| C                | Antonio Maglia          | Vigor Lamezia            | definitivo                 |
| C                | Aniello Matrone         | Fondi                    | definitivo                 |
| C                | Giedrius Matulevičius   | Sūduva                   | definitivo                 |
| C                | Edoardo Pacini          | Bellaria                 | svincolato                 |
| C                | Simone Palermo          | Gubbio                   | definitivo                 |
| C                | Cristian Pedrinelli     | Brescia                  | riscatto compartecipazione |
| C                | Sławomir Peszko         | Colonia                  | definitivo                 |
| C                | Leonardo Di Fiore       | Pianese                  | definitivo                 |
| C                | Gabriele Puccio         | Monza                    | svincolato                 |
| C                | Stefano Rossini         | Fondi                    | svincolato                 |
| C                | Nicola Russo            | Nocerina                 | riscatto compartecipazione |
| C                | Tomislav Šarić          | Inter Zaprešić           | svincolato                 |
| C                | Andrea Scicchitano      | Siena                    | svincolato                 |
| C                | Nicolò Stirati          | Pierantonio              | definitivo                 |
| C                | Nicolas Šumský          | Bohemians 1905           | svincolato                 |
| C                | Nabil Taïder            | Novara                   | svincolato                 |
| C                | Mirko Velardi           | Palermo                  | svincolato                 |
| C                | Bruno Vicente           | Padova                   | definitivo                 |
| A                | Jorman Aguilar          | Río Abajo                | definitivo                 |
| A                | Vittorio Attili         | Giada Maccarese          | definitivo                 |
| A                | Mattia Biondi           | Fidenza                  | prestito                   |
| A                | Giuseppe Caccavallo     | Crotone                  | compartecipazione          |
| A                | Giovanbattista Catalano | Vigor Lamezia            | compartecipazione          |
| A                | Alessandro Cesarini     | Spezia                   | svincolato                 |
| A                | Massimo Coda            | San Marino               | definitivo                 |
| A                | Claudio Corsetti        | Sorrento                 | svincolato                 |
| A                | Christian Damiano       | Gubbio                   | definitivo                 |
| A                | Tomas Danilevičius      | Latina                   | definitivo                 |
| A                | Carmine De Sena         | Portogruaro              | svincolato                 |
| A                | Leonardo Di Fiore       | Pianese                  | definitivo                 |
| A                | Federico Di Francesco   | Pescara                  | compartecipazione          |
| A                | Vito Falconieri         | Ascoli                   | definitivo                 |
| A                | Abdelkader Ghezzal      | Bari                     | definitivo                 |
| A                | Daniele Gragnoli        | Ascoli                   | compartecipazione          |
| A                | Mikael Ishak            | Colonia                  | definitivo                 |
| A                | Gianluca Lapadula       | Cesena                   | riscatto compartecipazione |
| A                | Alessandro Luparini     | Spoleto                  | definitivo                 |
| A                | Gonzalo Mastriani       | Cerro                    | svincolato                 |
| A                | Gianvito Misuraca       | Vicenza                  | svincolato                 |
| A                | Domenico Mungo          | Chieti                   | riscatto compartecipazione |
| A                | Gianluca Nucera         | Poggibonsi               | definitivo                 |
| A                | Dorlan Pabón            | Real Betis               | fine prestito              |
| A                | Mattia Palma            | Nuova Tor Tre Teste      | definitivo                 |
| A                | Vincenzo Richella       | Casarano                 | definitivo                 |
| A                | Salvatore Sandomenico   | Arzanese                 | riscatto compartecipazione |
| A                | Pietro Tripoli          | Varese                   | svincolato                 |

| Cessioni         | Cessioni                 | Cessioni      | Cessioni                   |
| R.               | Nome                     | a             | Modalità                   |
| ---------------- | ------------------------ | ------------- | -------------------------- |
| D                | Andrea Coda              | Udinese       | fine prestito              |
| D                | Emilio MacEachen         | Peñarol       | fine prestito              |
| D                | Fabiano Santacroce       | Padova        | prestito                   |
| C                | Álvaro Ampuero           | Padova        | prestito                   |
| C                | McDonald Mariga          | Inter         | fine prestito              |
| C                | Sōtīrīs Ninīs            | PAOK          | prestito                   |
| C                | Rodney Strasser          | Milan         | fine prestito              |
| A                | Ishak Belfodil           | Inter         | compartecipazione          |
| Altre operazioni |                          |               |                            |
| P                | Matteo Bibba             | Vigor Lamezia | prestito                   |
| P                | Ivan Cacchioli           | Gubbio        | prestito                   |
| P                | Alex Cordaz              | Gorica        | prestito                   |
| P                | Alberto Gallinetta       | Juventus      | compartecipazione          |
| P                | Alessandro Gozzi         | Zakynthos     | prestito                   |
| P                | Alessandro Iacobucci     | Latina        | prestito                   |
| P                | Gianluigi Otranto-Godano | Teramo        | definitivo                 |
| P                | Alessandro Piacenti      | Ascoli        | prestito                   |
| P                | Mirko Pigliacelli        | Pescara       | prestito                   |
| P                | Matteo Pisseri           | Gubbio        | prestito                   |
| P                | Stefano Russo            | Ascoli        | prestito                   |
| P                | Tiziano Scarfagna        | Gavorrano     | prestito                   |
| P                | Caio Secco               | Crotone       | compartecipazione          |
| P                | Robert Stillo            | Perugia       | prestito                   |
| D                | Nicolò Belotti           | Brescia       | riscatto compartecipazione |
| D                | Angelo Bencivenga        | Lecce         | prestito                   |
| D                | Gonçalo Brandão          | CFR Cluj      | prestito                   |
| D                | Riccardo Brosco          | Latina        | prestito                   |
| D                | Tommaso Cancelloni       | Rimini        | prestito                   |
| D                | Uroš Celcer              | Gorica        | prestito                   |
| D                | Francesco Checcucci      | Gorica        | prestito                   |
| D                | Simone Ciboldi           | Rimini        | prestito                   |
| D                | Simone Ciciotti          | Teramo        | prestito                   |
| D                | Marco Colonna            | Bari          | prestito                   |
| D                | Carlo Crialese           | Nocerina      | prestito                   |
| D                | Paolo Dametto            | Reggiana      | prestito                   |
| D                | Federico Davighi         | Novara        | compartecipazione          |
| D                | Abdelaye Diakité         | Crotone       | compartecipazione          |
| D                | Matteo Di Gennaro        | Ascoli        | prestito                   |
| D                | Solomon Enow             | Gorica        | definitivo                 |
| D                | Alessandro Favalli       | Gorica        | prestito                   |
| D                | Zouhair Feddal           | Siena         | prestito                   |
| D                | Rolf Feltscher           | Losanna       | definitivo                 |
| D                | Jacopo Galimberti        | Inter         | riscatto compartecipazione |
| D                | Carlos Wilhelm García    | Brønshøj      | prestito                   |
| D                | Andrea Giallombardo      | Gubbio        | prestito                   |
| D                | Abel Gigli               | Gorica        | prestito                   |
| D                | Alberto Giuliatto        | Savona        | prestito                   |
| D                | Alen Jogan               | Gorica        | prestito                   |
| D                | Giuliano Laezza          | Gubbio        | prestito                   |
| D                | Fabio Lebran             | Crotone       | compartecipazione          |
| D                | Matteo Legittimo         | Grosseto      | prestito                   |
| D                | Giordano Maccarone       | Savona        | prestito                   |
| D                | Matteo Mantovani         | Foggia        | prestito                   |
| D                | Marco Modolo             | Gorica        | prestito                   |
| D                | Luigi Palumbo            | Cesena        | riscatto compartecipazione |
| D                | Giuseppe Prestia         | Crotone       | compartecipazione          |
| D                | Francesco Rapisarda      | Vigor Lamezia | compartecipazione          |
| D                | Andrea Rispoli           | Ternana       | prestito                   |
| D                | Stefan Ristovski         | Latina        | prestito                   |
| D                | Raffaele Rosato          | Nocerina      | prestito                   |
| D                | Andrea Rossi             | Pescara       | prestito                   |
| D                | Mário Rui                | Empoli        | compartecipazione          |
| D                | Salvatore Russo          | Carpi         | prestito                   |
| D                | Dembel Sall              | Bari          | compartecipazione          |
| D                | Ivan Santagiuliana       | Carpi         | prestito                   |
| D                | Raffaele Schiavi         | Pescara       | prestito                   |
| D                | Gennaro Scognamiglio     | Perugia       | prestito                   |
| D                | Cristian Sprito          | Savona        | prestito                   |
| D                | Angelo Tartaglia         | Gubbio        | prestito                   |
| D                | Luca Tedeschi            | Grosseto      | prestito                   |
| D                | Gianpiero Tozzi          | Nocerina      | prestito                   |
| D                | Mohamed Traoré           | Gubbio        | prestito                   |
| C                | Bright Addae             | Gorica        | prestito                   |
| C                | Yves Bationo             | Perugia       | prestito                   |
| C                | Luca Berardocco          | Gorica        | prestito                   |
| C                | Matteo Bellucci          | Gavorrano     | prestito                   |
| C                | Soufiane Bidaoui         | Crotone       | prestito                   |
| C                | Filippo Boniperti        | Crotone       | prestito                   |
| C                | Alessandro Canino        | Carpi         | prestito                   |
| C                | Andrea Casarini          | Viareggio     | prestito                   |
| C                | Emmanuel Cascione        | Cesena        | prestito                   |
| C                | Riccardo Casini          | Bologna       | riscatto compartecipazione |
| C                | Raman Chibsah            | Sassuolo      | compartecipazione          |
| C                | Cosimo Chiricò           | Latina        | prestito                   |
| C                | Nicola Cosentini         | Mosta         | prestito                   |
| C                | Matteo Ciuffetti         | Bellaria      | prestito                   |
| C                | Lorenzo Crisetig         | Crotone       | prestito                   |
| C                | Diego De Giorgi          | Vigor Lamezia | prestito                   |
| C                | Luigi Del Giudice        | Qormi         | prestito                   |
| C                | Nicola Del Pivo          | Cesena        | riscatto compartecipazione |
| C                | Alessandro De Vitis      | Sampdoria     | definitivo                 |
| C                | Tommaso Domini           | Gubbio        | prestito                   |
| C                | Vittorio Fabris          | Feralpisalò   | compartecipazione          |
| C                | Francesco Finocchio      | Trapani       | prestito                   |
| C                | Luca Fiordani            | Gavorrano     | prestito                   |
| C                | Marco Firenze            | Lucchese      | prestito                   |
| C                | Denilson Gabionetta      | CFR Cluj      | prestito                   |
| C                | Matteo Gaudiano          | Savona        | prestito                   |
| C                | Simon Gentili            | Gavorrano     | prestito                   |
| C                | Sebestyén Ihrig-Farkas   | Gorica        | prestito                   |
| C                | Cristóbal Jorquera       | Eskişehirspor | prestito                   |
| C                | Manuel La Rosa           | Savona        | prestito                   |
| C                | Massimo Loviso           | Cremonese     | prestito                   |
| C                | Francesco Lunardini      |               | svincolato                 |
| C                | Antonio Maglia           | Chieti        | prestito                   |
| C                | Miloš Malivojević        | Vicenza       | compartecipazione          |
| C                | Matteo Mandorlini        | Brescia       | riscatto compartecipazione |
| C                | Federico Meacci          | Gavorrano     | prestito                   |
| C                | Francesco Modesto        | Padova        | prestito                   |
| C                | Stefano Morrone          | Latina        | prestito                   |
| C                | Gianluca Musacci         | Padova        | prestito                   |
| C                | Nwankwo Obiora           | CFR Cluj      | definitivo                 |
| C                | Edoardo Pacini           | Teramo        | prestito                   |
| C                | Simone Palermo           | Cremonese     | compartecipazione          |
| C                | Lorenzo Pasqualini       | Crotone       | prestito                   |
| C                | Cristian Pedrinelli      | Renate        | prestito                   |
| C                | Danilo Pereira           | Marítimo      | definitivo                 |
| C                | Sławomir Peszko          | Colonia       | prestito                   |
| C                | Gabriele Puccio          | Savona        | prestito                   |
| C                | Nicola Rais              | Savona        | definitivo                 |
| C                | Stefano Rossini          | Vigor Lamezia | prestito                   |
| C                | Nicola Russo             | Gubbio        | prestito                   |
| C                | Andrea Sabatelli         | Gavorrano     | prestito                   |
| C                | Tomislav Šarić           | Crotone       | prestito                   |
| C                | Andrea Scicchitano       | Ascoli        | prestito                   |
| C                | Nicolò Stirati           | Torres        | prestito                   |
| C                | Emiliano Storani         | Ascoli        | prestito                   |
| C                | Nicolas Šumský           | Gorica        | prestito                   |
| C                | Nabil Taïder             | Gorica        | prestito                   |
| C                | Giovanni Tortora         | Sassuolo      | prestito                   |
| C                | Mirko Velardi            | Paganese      | prestito                   |
| C                | Zé Eduardo               | OFI Creta     | prestito                   |
| A                | Jorman Aguilar           | Gorica        | prestito                   |
| A                | Manuel Arteaga           | Zulia         | fine prestito              |
| A                | Daniele Bazzoffia        | Gorica        | prestito                   |
| A                | Daniele Bernasconi       | Renate        | prestito                   |
| A                | Simone Bezziccheri       | Qormi         | definitivo                 |
| A                | Giuseppe Caccavallo      | Gubbio        | prestito                   |
| A                | Giovanbattista Catalano  | Rimini        | prestito                   |
| A                | Alessandro Cesarini      | Savona        | prestito                   |
| A                | Daniel Ciofani           | Frosinone     | compartecipazione          |
| A                | Mauro Cioffi             | Paganese      | prestito                   |
| A                | Massimo Coda             | Gorica        | prestito                   |
| A                | Claudio Corsetti         | Cuneo         | prestito                   |
| A                | Tomas Danilevičius       | Gorica        | prestito                   |
| A                | Carmine De Sena          | Paganese      | prestito                   |
| A                | Alessandro Elia          | Chieti        | prestito                   |
| A                | Vito Falconieri          | Gubbio        | prestito                   |
| A                | Abdelkader Ghezzal       | Latina        | prestito                   |
| A                | Mikael Ishak             | Crotone       | prestito                   |
| A                | Gianluca Lapadula        | Gorica        | prestito                   |
| A                | Alessandro Luparini      | Gubbio        | prestito                   |
| A                | Simone Malatesta         | Ascoli        | prestito                   |
| A                | Gonzalo Mastriani        | Crotone       | prestito                   |
| A                | Diego Mella              | Inter         | riscatto compartecipazione |
| A                | Gianvito Misuraca        | Gorica        | prestito                   |
| A                | Domenico Mungo           | Perugia       | prestito                   |
| A                | Gianluca Nucera          | Qormi         | prestito                   |
| A                | Dorlan Pabón             | Monterrey     | definitivo                 |
| A                | Salvatore Sandomenico    | Gubbio        | prestito                   |
| A                | Simone Smacchia          | Teramo        | prestito                   |
| A                | Mattia Sprocati          | Perugia       | prestito                   |
| A                | Pietro Tripoli           | Ascoli        | prestito                   |
| A                | Floriano Vanzo           | Gorica        | prestito                   |

### Sessione invernale(dal 3/1 al 31/1)
| Acquisti | Acquisti               | Acquisti            | Acquisti      |
| R.       | Nome                   | a                   | Modalità      |
| -------- | ---------------------- | ------------------- | ------------- |
| P        | Tommaso Contini        | Pro Piacenza        | prestito      |
| P        | Antonio Torcasio       | Vigor Lamezia       | definitivo    |
| D        | Andrea Garofalo        |                     | svincolato    |
| D        | Davide Messineo        | Juventus Club Parma | definitivo    |
| D        | Cristian Molinaro      | Stoccarda           | definitivo    |
| D        | Jonathan Rossini       | Sassuolo            | prestito      |
| D        | Gabriele Silva         | Povigliese          | prestito      |
| D        | Jherson Vergara        | Milan               | prestito      |
| C        | Francesco Antonini     | Foligno             | definitivo    |
| C        | Amedeo Burgazzi        | Fulgor Fiorenzuola  | prestito      |
| C        | Alessio Butini         |                     | svincolato    |
| C        | Patrick Corbelli       | Juventus Club Parma | prestito      |
| C        | Pasquale D'Alterio     | Fondi               | definitivo    |
| C        | Manuel Giandonato      |                     | svincolato    |
| C        | Sebestyén Ihrig-Farkas | Gorica              | fine prestito |
| C        | Ezequiel Schelotto     | Inter               | prestito      |
| C        | Amedej Vetrih          | Gorica              | definitivo    |
| A        | Nicola Pozzi           | Sampdoria           | definitivo    |
| A        | Jhonny Vidales         | Alianza Lima        | definitivo    |
| A        | Giacomo Zecca          | Piacenza            | prestito      |

| Cessioni | Cessioni                | Cessioni         | Cessioni                   |
| R.       | Nome                    | a                | Modalità                   |
| -------- | ----------------------- | ---------------- | -------------------------- |
| P        | Ivan Cacchioli          | Gorica           | prestito                   |
| P        | Alessandro Gozzi        | Gubbio           | prestito                   |
| P        | Davide Nutricato        | Carpi            | prestito                   |
| P        | Lazar Petković          | Spezia           | svincolato                 |
| P        | Alessandro Piacenti     | Vigor Lamezia    | prestito                   |
| P        | Mirko Pigliacelli       | Reggina          | prestito                   |
| D        | Yohan Benalouane        | Atalanta         | prestito                   |
| D        | Angelo Bencivenga       | Como             | prestito                   |
| D        | Riccardo Bia            | Modena           | prestito                   |
| D        | Gonçalo Brandão         | Belenenses       | prestito                   |
| D        | Carlos Wilhelm García   | Jönköpings Södra | prestito                   |
| D        | Andrea Garofalo         | Teramo           | prestito                   |
| D        | Mory Koné               | Crotone          | prestito                   |
| D        | Fabio Lebran            | SPAL             | prestito                   |
| D        | Alessandro Marchetti    | Savona           | prestito                   |
| D        | Pedro Mendes            | Sassuolo         | compartecipazione          |
| D        | Djamel Mesbah           | Livorno          | prestito                   |
| D        | Lorenzo Pasqualini      | Salernitana      | definitivo                 |
| D        | Giuseppe Prestia        | Oțelul Galați    | prestito                   |
| D        | Giammaria Prete         | Correggese       | prestito                   |
| D        | Raffaele Rosato         | Savona           | prestito                   |
| D        | Aleandro Rosi           | Sassuolo         | prestito                   |
| D        | Cristiano Spirito       | San Marino       | prestito                   |
| D        | Luca Tedeschi           | AlbinoLeffe      | prestito                   |
| D        | Mohamed Traoré          | Südtirol         | prestito                   |
| D        | Fabio Varoli            | Carpi            | prestito                   |
| C        | David Löfquist          | Mjällby          | definitivo                 |
| C        | Bright Addae            | Gubbio           | prestito                   |
| C        | Álvaro Ampuero          | Salernitana      | prestito                   |
| C        | Yves Bationo            | Gorica           | prestito                   |
| C        | Filippo Boniperti       | Gorica           | prestito                   |
| C        | Francesco Calcagno      | Savona           | prestito                   |
| C        | Andrea Casarini         | Novara           | prestito                   |
| C        | Nicola Cosentini        | Gavorrano        | compartecipazione          |
| C        | Francesco Finocchio     | Gorica           | prestito                   |
| C        | Manuel Giandonato       | Juve Stabia      | prestito                   |
| C        | Marshal Johnson         | Gorica           | prestito                   |
| C        | David Löfquist          | Mjällby          | definitivo                 |
| C        | Salvatore Moccia        | Latina           | prestito                   |
| C        | Gabriele Puccio         | Pergolettese     | prestito                   |
| C        | Irfan Sahman            | Padova           | prestito                   |
| C        | Badara Sarr             | Gubbio           | prestito                   |
| C        | Andrea Scicchitano      | Pontedera        | prestito                   |
| C        | Nicolò Stirati          | Rimini           | prestito                   |
| C        | Emiliano Storani        | Paganese         | prestito                   |
| C        | Nabil Taïder            | Lokomotiv Sofia  | prestito                   |
| C        | Jaime Valdés            | Colo-Colo        | definitivo                 |
| C        | Amedej Vetrih           | Gorica           | prestito                   |
| A        | Jorman Aguilar          | Istria 1961      | prestito                   |
| A        | Leandro Campagna        | Barletta         | prestito                   |
| A        | Giovanbattista Catalano | Vigor Lamezia    | prestito                   |
| A        | Alessandro Cesarini     | Savona           | compartecipazione          |
| A        | Daniel Ciofani          | Frosinone        | riscatto compartecipazione |
| A        | Riccardo Cocuzza        | Südtirol         | prestito                   |
| A        | Claudio Corsetti        | Aprilia          | prestito                   |
| A        | Federico Di Francesco   | Pescara          | prestito                   |
| A        | Alessandro Elia         | Cuneo            | prestito                   |
| A        | Simone Malatesta        | Gavorrano        | prestito                   |
| A        | Gonzalo Mastriani       | Gorica           | prestito                   |
| A        | Domenico Mungo          | Viareggio        | prestito                   |
| A        | Gianluca Nucera         | Savona           | prestito                   |
| A        | Stefano Okaka           | Sampdoria        | definitivo                 |
| A        | Salvatore Sandomenico   | Arzanese         | prestito                   |
| A        | Nicola Sansone          | Sassuolo         | compartecipazione          |
| A        | Matteo Tazzari          | Savona           | prestito                   |
| A        | Bongoura Thiam          | Savona           | prestito                   |
| A        | Gianpiero Tozzi         | Vigor Lamezia    | prestito                   |
| A        | Floriano Vanzo          | Club Bruges      | definitivo                 |
| A        | Jhonny Vidales          | Gorica           | prestito                   |

## Risultati

### Serie A

#### Girone d'andata
| Pescara 25 agosto 2013, ore 20:45 CEST 1ª giornata | Parma             | 0 – 0 (0 – 0) referto | Chievo | Stadio Adriatico (11.276 spett.)\| Arbitro: \| Rizzoli (Bologna) \| |
| Arbitro:                                           | Rizzoli (Bologna) |                       |        |                                                                     |

| Arbitro: | Ostinelli (Como) |

|                                                  |           |             |
| Agyemang-Badu 11’ Heurtaux 72’ Muriel 89’ (rig.) | Marcatori | 82’ Cassano |

| Arbitro: | Guida (Torre Annunziata) |

|              |           |                                             |
| Biabiany 39’ | Marcatori | 47’ Florenzi 70’ Totti 85’ (rig.) Strootman |

| Catania 22 settembre 2013, ore 15:00 CEST 4ª giornata | Catania             | 0 – 0 (0 – 0) referto | Parma | Stadio Angelo Massimino (13.125 spett.)\| Arbitro: \| Mazzoleni (Bergamo) \| |
| Arbitro:                                              | Mazzoleni (Bergamo) |                       |       |                                                                              |

| Arbitro: | Gervasoni (Mantova) |

|                                     |           |                                      |
| Mesbah 19’ Parolo 28’, 40’ Rosi 35’ | Marcatori | 20’ Bonaventura 44’ Denis 78’ Livaja |

| Arbitro: | Massa (Imperia) |

|                          |           |                           |
| Rodríguez 64’ Vargas 78’ | Marcatori | 45+1’ Gargano 90+2’ Gobbi |

| Arbitro: | De Marco (Chiavari) |

|                                    |           |                      |
| Palladino 32’ Rosi 70’ Cassano 76’ | Marcatori | 45+6’ (rig.) Berardi |

| Arbitro: | Mariani (Aprilia) |

|                                               |           |                        |
| Cacciatore 9’ Jorginho 61’ (rig.), 88’ (rig.) | Marcatori | 19’ Parolo 25’ Cassano |

| Arbitro: | Valeri (Roma) |

|                                 |           |                         |
| Parolo 11’, 90+4’ Cassano 45+1’ | Marcatori | 61’ Matri 63’ Silvestre |

| Arbitro: | Russo (Nola) |

|               |           |  |
| Gilardino 57’ | Marcatori |  |

| Arbitro: | Celi (Bari) |

|  |           |           |
|  | Marcatori | 77’ Pogba |

| Arbitro: | Rizzoli (Bologna) |

|                  |           |           |
| A. Lucarelli 64’ | Marcatori | 50’ Keita |

| Arbitro: | Mazzoleni (Bergamo) |

|  |           |             |
|  | Marcatori | 81’ Cassano |

| Arbitro: | Irrati (Pistoia) |

|             |           |          |
| Cassano 23’ | Marcatori | 10’ Kone |

| Arbitro: | Valeri (Roma) |

|                             |           |                               |
| Palacio 44’, 54’ Guarín 56’ | Marcatori | 11’, 59’ Sansone 45+1’ Parolo |

| Parma 15 dicembre 2013, ore 15:00 CET 16ª giornata | Parma                        | 0 – 0 (0 – 0) referto | Cagliari | Stadio Ennio Tardini (12.713 spett.)\| Arbitro: \| Tommasi (Bassano del Grappa) \| |
| Arbitro:                                           | Tommasi (Bassano del Grappa) |                       |          |                                                                                    |

| Arbitro: | Di Bello (Brindisi) |

|          |           |                  |
| Éder 44’ | Marcatori | 64’ A. Lucarelli |

| Arbitro: | Russo (Nola) |

|                                            |           |              |
| Marchionni 34’ A. Lucarelli 44’ Amauri 70’ | Marcatori | 21’ Immobile |

| Arbitro: | Irrati (Pistoia) |

|  |           |                                       |
|  | Marcatori | 2’ Palladino 86’, 90+3’ (rig.) Amauri |

#### Girone di ritorno
| Arbitro: | Orsato (Schio) |

|              |           |                                |
| Paloschi 15’ | Marcatori | 27’ Cassano 90+3’ A. Lucarelli |

| Arbitro: | Peruzzo (Schio) |

|            |           |  |
| Amauri 35’ | Marcatori |  |

| Arbitro: | De Marco (Chiavari) |

|                                              |           |                         |
| Gervinho 12’ Totti 16’ Pjanić 49’ Taddei 82’ | Marcatori | 15’ Acquah 90’ Biabiany |

| Parma 9 febbraio 2014, ore 15:00 CET 23ª giornata | Parma                | 0 – 0 (0 – 0) referto | Catania | Stadio Ennio Tardini (10.609 spett.)\| Arbitro: \| Giacomelli (Trieste) \| |
| Arbitro:                                          | Giacomelli (Trieste) |                       |         |                                                                            |

| Arbitro: | Tommasi (Bassano del Grappa) |

|  |           |                                                               |
|  | Marcatori | 9’ Molinaro 74’ (aut.) Benalouane 77’ Cassano 90+3’ Schelotto |

| Arbitro: | Gervasoni (Mantova) |

|                               |           |                            |
| Cassano 39’ Amauri 51’ (rig.) | Marcatori | 41’ Cuadrado 85’ Fernández |

| Arbitro: | Tagliavento (Terni) |

|  |           |           |
|  | Marcatori | 1’ Parolo |

| Arbitro: | De Marco (Chiavari) |

|                              |           |  |
| Biabiany 20’ Schelotto 90+2’ | Marcatori |  |

| Arbitro: | Celi (Bari) |

|                               |           |                                                  |
| Rami 56’ Balotelli 76’ (rig.) | Marcatori | 9’ (rig.), 51’ Cassano 78’ Amauri 90+5’ Biabiany |

| Arbitro: | Tommasi (Bassano del Grappa) |

|               |           |           |
| Schelotto 31’ | Marcatori | 21’ Cofie |

| Arbitro: | Banti (Livorno) |

|                |           |              |
| Tévez 25’, 32’ | Marcatori | 62’ Molinaro |

| Arbitro: | Damato (Barletta) |

|                                    |           |                               |
| Lulić 15’ Klose 67’ Candreva 90+3’ | Marcatori | 26’ Biabiany 81’ (aut.) Ciani |

| Arbitro: | Bergonzi (Genova) |

|            |           |  |
| Parolo 55’ | Marcatori |  |

| Arbitro: | Doveri (Roma) |

|              |           |               |
| Cherubin 44’ | Marcatori | 79’ Palladino |

| Arbitro: | Rocchi (Firenze) |

|  |           |                        |
|  | Marcatori | 48’ Rolando 89’ Guarín |

| Arbitro: | Gervasoni (Mantova) |

|                    |           |  |
| Pinilla 35’ (rig.) | Marcatori |  |

| Arbitro: | Giacomelli (Trieste) |

|                          |           |  |
| Cassano 8’ Schelotto 90’ | Marcatori |  |

| Arbitro: | Damato (Barletta) |

|              |           |              |
| Immobile 42’ | Marcatori | 71’ Biabiany |

| Arbitro: | De Marco (Chiavari) |

|                 |           |  |
| Amauri 62’, 80’ | Marcatori |  |

### Coppa Italia

#### turni preliminari
| Arbitro: | Bergonzi (Genova) |

|                                                        |           |  |
| Amauri 21’ Cassano 53’ (rig.) Munari 81’ Palladino 85’ | Marcatori |  |

| Arbitro: | Gavillucci (Latina) |

|                                             |           |             |
| Valdés 5’ Munari 52’ Palladino 58’ Rosi 69’ | Marcatori | 88’ Damonte |

#### Fase finale
| Arbitro: | Gervasoni (Mantova) |

|                  |           |              |
| Perea 25’, 90+1’ | Marcatori | 43’ Biabiany |

## Statistiche

### Statistiche di squadra
| Competizione | Punti | In casa | In casa | In casa | In casa | In casa | In casa | In trasferta | In trasferta | In trasferta | In trasferta | In trasferta | In trasferta | Totale | Totale | Totale | Totale | Totale | Totale | DR  |
| Competizione | Punti | G       | V       | N       | P       | Gf      | Gs      | G            | V            | N            | P            | Gf           | Gs           | G      | V      | N      | P      | Gf     | Gs     | DR  |
| ------------ | ----- | ------- | ------- | ------- | ------- | ------- | ------- | ------------ | ------------ | ------------ | ------------ | ------------ | ------------ | ------ | ------ | ------ | ------ | ------ | ------ | --- |
| Serie A      | 58    | 19      | 9       | 7       | 3       | 27      | 18      | 19           | 6            | 6            | 7            | 31           | 28           | 38     | 15     | 13     | 10     | 58     | 46     | 12  |
| Coppa Italia | -     | 2       | 2       | 0       | 0       | 8       | 1       | 1            | 0            | 0            | 1            | 1            | 2            | 3      | 2      | 0      | 1      | 9      | 3      | 6   |
| Totale       | 58    | 21      | 11      | 7       | 3       | 35      | 19      | 20           | 6            | 6            | 8            | 32           | 30           | 41     | 17     | 13     | 11     | 67     | 49     | -18 |

### Andamento in campionato
| Giornata  | 1  | 2  | 3  | 4  | 5  | 6  | 7  | 8  | 9 | 10 | 11 | 12 | 13 | 14 | 15 | 16 | 17 | 18 | 19 | 20 | 21 | 22 | 23 | 24 | 25 | 26 | 27 | 28 | 29 | 30 | 31 | 32 | 33 | 34 | 35 | 36 | 37 | 38 |
| --------- | -- | -- | -- | -- | -- | -- | -- | -- | - | -- | -- | -- | -- | -- | -- | -- | -- | -- | -- | -- | -- | -- | -- | -- | -- | -- | -- | -- | -- | -- | -- | -- | -- | -- | -- | -- | -- | -- |
| Luogo     | C  | T  | C  | T  | C  | T  | C  | T  | C | T  | C  | C  | T  | C  | T  | C  | T  | C  | T  | T  | C  | T  | C  | T  | C  | T  | C  | T  | C  | T  | T  | C  | T  | C  | T  | C  | T  | C  |
| Risultato | N  | P  | P  | N  | V  | N  | V  | P  | V | P  | P  | N  | V  | N  | N  | N  | N  | V  | V  | V  | V  | P  | N  | V  | N  | V  | V  | V  | N  | P  | P  | V  | N  | P  | P  | V  | N  | V  |
| Posizione | 11 | 15 | 17 | 17 | 13 | 13 | 10 | 13 | 9 | 10 | 11 | 11 | 10 | 10 | 9  | 10 | 10 | 10 | 8  | 8  | 8  | 8  | 8  | 8  | 7  | 7  | 6  | 6  | 6  | 6  | 6  | 6  | 6  | 6  | 9  | 7  | 7  | 6  |

Legenda:

Luogo: C = Casa; T = Trasferta. Risultato: V = Vittoria; N = Pareggio; P = Sconfitta.